# Jiří Brabec
Jiří Brabec (2. července 1940 Praha – 17. listopadu 2003 Božejov) byl český klavírista, skladatel, muzikant především country hudby. Založil skupinu Country Beat Jiřího Brabce a byl členem Country Music Association (CMA). V 90letech moderoval úspěšný pořad České televize Country Express Praha – Nashville“

## Ze života

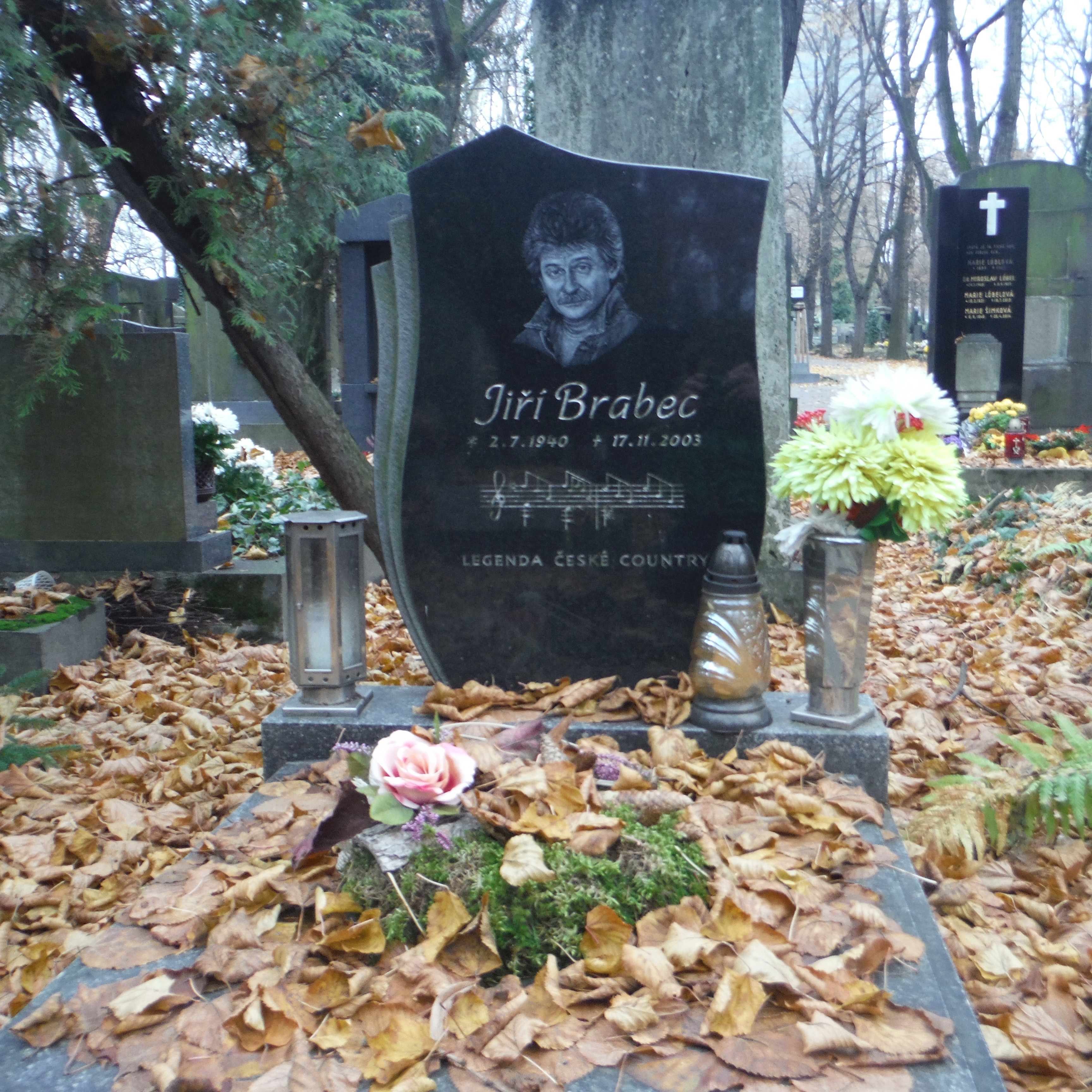
Hrob Jiřího Brabce na Olšanských hřbitovech

Na Pražské konzervatoři skoro ukončil studia hru na fagot a v roce 1958 spoluzaložil Fapsorchestru. S touto skupinou hrál na klavír rock and roll, což byl v tehdejším Československu něco. Díky němu hrála skupina často i v podniku britskému velvyslanectví. V roce 1960 na delší dobu onemocněl a skupina si našla nového klavíristu.
Založil postupně další skupiny Sparrows a Karkulka. Při účinkování s druhou z nich se již stal profesionálem a seznámil se s Jiřím Grossmannem. V roce 1966 spolu založili skupinu Country Beat Jiřího Brabce, s níž se přeorientoval na moderní country hudbu. Skupina rychle získala angažmá v divadle Semafor ve skupině Jiřího Grossmanna a Miloslava Šimka, které však trvalo pouze dva roky.
První vydané album pojmenované podle skupiny zaznamenalo takový úspěch, že se mohla zcela osamostatnit. Projevoval se autorsky zejména ve zpívaných písních i instrumentálních skladbách. Brzy se prosadil se skupinou i v zahraničí, což vyústilo v to, že se v roce 1973 stal prvním československým řádným členem CMA. Skupina v této době doprovázela především Naďu Urbánkovou a Karla Kahovce. Výrazně se také přičinil i o koncerty zahraničních interpretů v Československu (George Hamilton IV., Moody Brothers).
V roce 1991 Country Beat rozpustil a začal v České televizi uvádět pořad Country Express Praha - Nashville, který se dočkal více než stovky premiérových dílů. V roce 2000 Country Beat obnovil jako skupinu doprovázející především Šárku Rezkovou. S touto zpěvačkou se po dvou letech oženil. Bylo to jeho třetí manželství, které však trvalo skoro rok, než se na pronajaté chatě zastřelil.

## Výběr skladeb s autorským podílem Jiřího Brabce
- Své bendžo odhazuji v dál
- Po půlnoci
- Sto let
- Zatímco ty spíš
- Shane
- Kapka rosy
- Na startu
- Na větvi

## Synové
- Filip Brabec vlastní syn z předešlého manželství s Evou Brabcovou. hudebník; již jako dětská hvězda nazpíval dvě písně na gramofonové desky: duet Víc než přítel s Karlem Černochem a Svět je velký gramofon v roce 1989 s Milanem Drobným. V kariéře zpěváka dlouho nepokračoval[3], navázal teprve v posledních letech.
- Otta Brabec (nevlastní, Solčány) je hudebník
- Filip Brabec (nevlastní, Solčány)
- Dominik